# Dannevirke - Heimdal (avis)
 Denne artikel bør gennemlæses af en person med fagkendskab for at sikre den faglige korrekthed.

Aviserne Dannevirke og Heimdal var to nordslesvigske aviser, der på et tidspunkt blev sammenlagt under navnet Dannevirke–Heimdal.[kilde mangler]
Heimdal udkom første gang 1. oktober 1879 i Aabenraa.
H.P. Hanssen blev leder af Heimdal.

## Udgivelser
Avisen Dannevirke/ Heimdal udgav et bind med tegninger, der omhandlede 1. Slesvigske krig (1848-51) og
2. Slesvigske krig (1864).